# Universität für Gesundheit und Wohlfahrt Aomori
Koordinaten: 40° 48′ 50,9″ N, 140° 47′ 34″ O

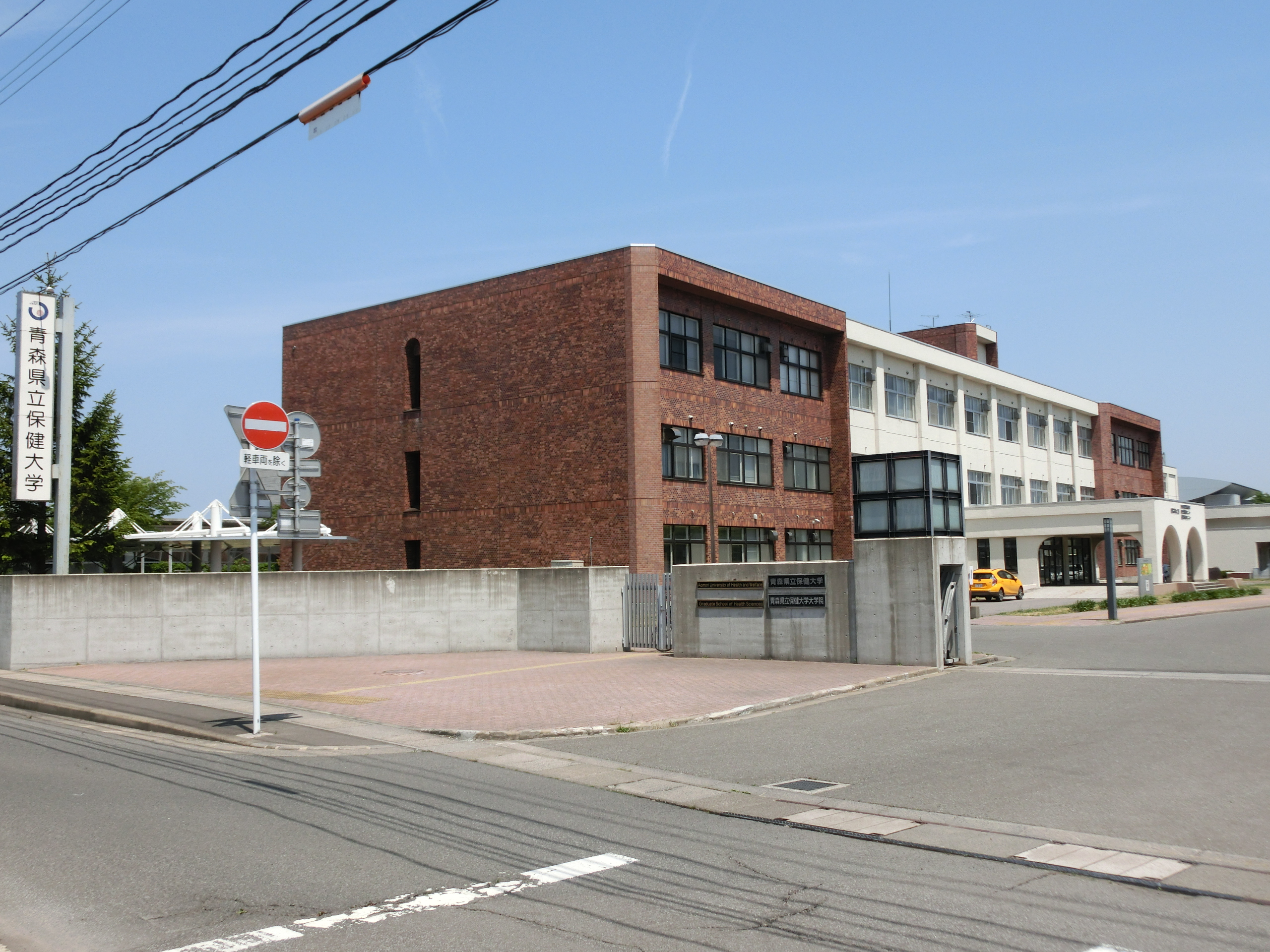
Westtor (2019)

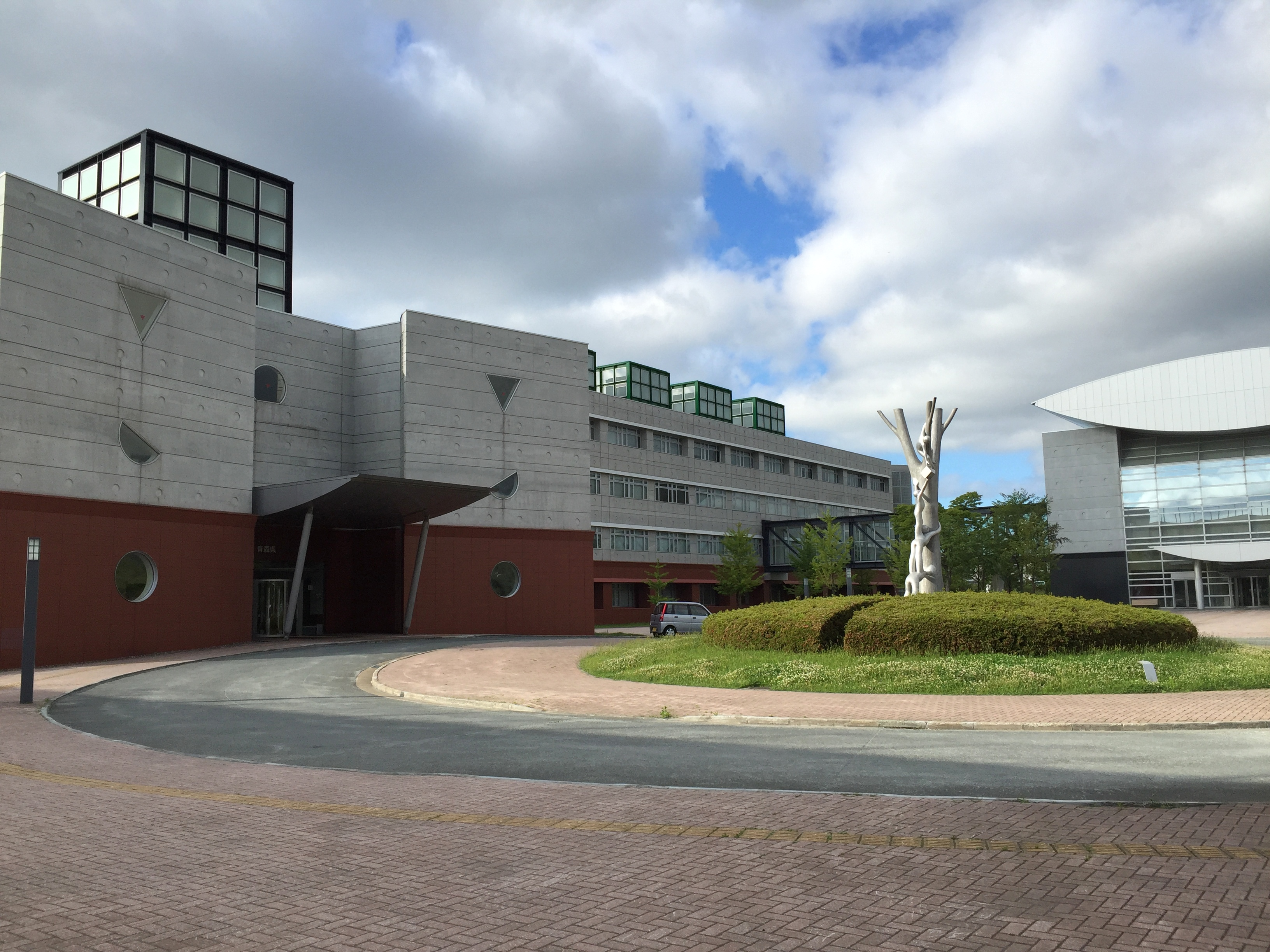
Universitätsbibliothek (links) und Aula (recht, 2016)

Die Universität für Gesundheit und Wohlfahrt Aomori (japanisch 青森県立保健大学 Aomori-kenritsu hoken daigaku, wörtlich „Präfekturale Universität für Gesundheitswissenschaft Aomori“; engl. Aomori University of Health and Welfare) ist eine öffentliche Universität in Aomori in der Präfektur Aomori (Japan).
Die Universität wurde 1999 gegründet, mit Erweiterung vom Campus der Präfekturalen Höheren Krankenpflegeschule Aomori (青森県立高等看護学院 Aomori-kenritsu kōtō kango gakuin). Die präfekturale Krankenpflegeschule wurde 1952 durch die Bemühungen von Miki Hanada (花田ミキ) gegründet, und 2001 nach der Gründung der Universität geschlossen.
2003 wurde die Graduate School (Masterstudiengänge) eingerichtet, 2005 dann die Doktorkurse.

## Fakultäten
- Fakultät für Gesundheitswissenschaften
  - Abteilung für Pflegewissenschaft
  - Abteilung für Physiotherapie
  - Abteilung für Soziale Wohlfahrtswissenschaft
  - Abteilung für Ernährungswissenschaft